# Peter Lundström
Peter Lundström (Vaasa, 5 dicembre 2001) è un giocatore di football americano finlandese che gioca come safety per i Prague Lions.

## Palmarès
- 1 Vaahteramalja (Kuopio Steelers, 2022)
- 1 GFL-Bowl (Potsdam Royals, 2023)